# Joaquín Calbetón y Legarra
Joaquín Calbetón y Legarra  (Irún, 11 de junio de 1806 - San Sebastián, 13 de julio de 1893) fue un jurista y político liberal español.
Licenciado en Derecho. Perteneció al círculo de liberales donostiarras que incluía personajes como Fermín Lasala, Pedro Manuel Collado, Claudio Antón de Luzuriaga o Eustasio de Amilibia, que desarrollaron importantes carreras políticas. Tuvo seis hijos: María de los Dolores, María de la Asunción, Ramona, Hipólita, Manuela y Fermín Calbetón.

## Historia
Nació en Irún en 1806, hijo de Mariano Calbetón, natural de Betlán en el Valle de Arán (Lérida), director de las Reales Postas de Irún, y de Josefa Ramona de Legarra, nacida de Irún.
Era abogado de los Reales Consejos y asesor del Tribunal de Comercio de San Sebastián.
En 1839 fue elegido diputado a Cortes suplente por la circunscripción de Guipúzcoa. En 1841 formó parte de la Comisión Económica de la Provincia de Guipúzcoa.
En 1842 ocupó brevemente el cargo de alcalde de San Sebastián. Desde 1845 fue letrado consultor del Tribunal de Comercio de San Sebastián. En 1846 ejerció el cargo de presidente del Colegio de Abogados de Guipúzcoa y fue nuevamente elegido alcalde de la ciudad. Fue diputado a Cortes por el distrito de San Sebastián entre 1852 y 1853 al sustituir al fallecido diputado electo Fermín Lasala.
Entre 1825 y 1856 dirigió una publicación denominada Revista de Legislación Extranjera. Fue miembro del primer consejo de administración del Ferrocarril Madrid-Irún y socio de la siderurgia alavesa San Pedro de Araya. 
A partir de mediados de la década de 1850 ocupó los más altos cargos judiciales en las colonias españolas, fue nombrado fiscal de la Real Audiencia de La Habana, regente de la Real Audiencia de Puerto Rico y posteriormente regente de la Real Audiencia de La Habana. En esta ciudad fundó y presidió la Asociación Benéfica de naturales de las Provincias Vascongadas y Navarra.
Fue condecorado con la gran cruz de Isabel la Católica y la encomienda de Carlos III.
Regresó a España para fallecer en San Sebastián en su casa de la calle del Puyuelo, 30 (actual Fermín Calbetón), el 13 de julio de 1893.
Su hijo Fermín Calbetón, desarrollaría una carrera política todavía más importante, llegando incluso a ser ministro.